# 豐濱溪
豐濱溪，位於台灣東部之縣市管河川，幹流長度16.98公里，流域面積82.99平方公里，分佈於花蓮縣豐濱鄉。主流上游為八里灣溪，發源於豐濱鄉豐濱村秀望山西南側，先向東後轉南流，於八里灣匯集諸支流後轉向東北流，於豐濱街區匯集另一大支流丁子漏溪後始稱豐濱溪，旋即向東注入太平洋。

## 水系主要河川
以下由下游至源頭列出水系主要河川，其中粗體字為主流河道。
- 豐濱溪：花蓮縣豐濱鄉
  - 丁子漏溪：花蓮縣豐濱鄉
  - 八里灣溪：花蓮縣豐濱鄉
  - 貓公溪：花蓮縣豐濱鄉